# 만몽 독립운동
만몽 독립운동(滿蒙獨立運動)은 20세기 초 만주와 몽골이 중화민국에게서 독립을 시도했던 운동이다. 일본의 대륙낭인들이 연루되어 있었다. 결과적으로 독립운동은 실패하고, 일본은 물러났다.
1911년 신해혁명으로 청나라가 무너지자, 중국의 군벌 각축을 계기로 대륙 진출을 꾀하던 일본 대륙낭인들은 만주와 몽골의 독립운동을 지원했다. 이들 대륙낭인즐 중 가장 유명한 사람이 카와시마 나니와이다.
카와시마 나니와는 청나라의 북경경찰학당 학장직을 재임하면서 그 동안 숙충친왕 및 내몽골의 궁상노르부와 가까이 지냈다. 카와시마는 종사당 일파가 북경을 탈출하여 뤼순항으로 가는 것을 도왔다. 1912년 타카시 미지로, 쿠니아키 코이소의 도움을 받은 카와시마는 숙충친왕을 만주 왕으로 옹립하고 궁상노르부를 부추겨 내몽골에서 반란을 일으키도록 했다. 이때가 제1차 만몽 독립운동으로, 북양정부의 진압으로 독립운동은 실패했다.
1915년 북양정부 대총통 위안스카이가 황제 즉위를 선언하자 각지의 공화파들이 위안 타도를 위해 일어났는데(제2혁명), 이때 일본의 오쿠마 시게노부 내각은 반(反)위안스카이 기조로 제2차 만몽 독립운동을 계획했다. 카와시마 나니와, 숙충친왕, 바보자부, 일본 참모본부, 관동지독부 등은 근왕복국군을 조직해 만주족 국가의 독립을 꾀했다. 그러나 곧 위안스카이가 사망하고 친일파 리위안훙, 돤치루이가 각각 대총통과 총리로 집권하자 일본은 더 이상 만몽 독립운동을 지원할 가치를 느끼지 못했고 그들을 버렸다. 1916년 바보자부가 임서현에서 북양정부군에게 패배하여 사망한 이후 만몽 독립운동은 기울기 시작했고, 숙충친왕과 궁상노르부를 비롯한 만주 몽골 귀족들은 독립의 꿈을 포기하고 만다.

## 관련자
- 카와시마 나니와
- 카와시마 요시코
- 숙충친왕
- 궁상노르부
- 바보자부

## 참고 자료
- 会田勉，《川島浪速翁》，文粹閣，1936年（昭和11年）。
- 会田勉，《川島浪速翁-傳記・川島浪速》，出自：《傳記叢書257》。大空社，1997年（平成9年）。